# Billete de un leu rumano
El billete de un leu rumano es el billete de menor denominación de Rumanía. Mide 120 x 62 mm, las mismas medidas que el billete de 5 euros.
El billete actual se comenzó a emitir en 2005. El color utilizado en este es el verde. El billete ofrece en el anverso una imagen el escritor e historiador Nicolae Iorga y flores de genciana y en el reverso, una imagen catedral del Monasterio de Curtea de Arges, un águila con una cruz en el pico, el símbolo BNR que se corresponde a las siglas del Banco Nacional de Rumania.
Entre las medidas de seguridad se puede destacar la existencia de una marca de agua, un hilo de seguridad, ventana transparente, microimpresión, impresiones en luz ultravioleta y la Constelación de EURión. El material utilizado en su emisión es el polímero.